# Mecometopus mundus
Mecometopus mundus là một loài bọ cánh cứng trong họ Cerambycidae.